# Pomphale setosipennis
Pomphale setosipennis is een vliesvleugelig insect uit de familie Eulophidae. De wetenschappelijke naam is voor het eerst geldig gepubliceerd in 1992 door Hayat & Zeya.